# Licinius Nigrinus
Licinius Nigrinus (sein Praenomen ist nicht bekannt) war ein im 2. Jahrhundert n. Chr. lebender Angehöriger des römischen Ritterstandes (Eques).
Durch ein Militärdiplom, das auf den 8. Juli 158 datiert ist, ist belegt, dass Nigrinus 158 Kommandeur der Ala I Gallorum et Bosporanorum war, die zu diesem Zeitpunkt in der Provinz Dacia superior stationiert war.